# Södermanlands runinskrifter 349
Runinskrift Sö 349 är en runsten i Lideby, Ytterjärna socken och Södertälje kommun i Södermanland.

## Inskriften
Runsvenska: inki • auk • kati . . . • stain • at • þtgn • -aþur • sin • koþan • kuþ • ialbi
Normaliserad: Ingi(?) ok Kæti[ll](?) . . . stæin at þegn, [ƒ]aður sinn godan. Gud hialpi.
Nusvenska: Inge och Kättil . . . stenen efter Tägn, sin gode faðer. Guð hjälpe.

## Stenen
Stenen står i en sluttning på norra sidan om vägen, från landsvägen Södertälje—Nyköping, till Lideby. Den står på ett gravfält med ytan cirka 120 gånger 90 meter och som består ungefär av sextio fornlämningar. Dessa utgörs av tolv högar, 46 fyllda stensättningar och en treudd.
Höjden på stenen är 1,55 meter, bredden upptill är 1,15 meter och nedtill 0,82 meter. Ytan är väldigt ojämn, med gropar och hål, troligen beroende på stenens konsistens och ojämna vittring. Hålen kan även bero på att stenen, innan den blev använd för runristningen, har varit använd till en blot- eller offersten.
På stenens högra sidan är ett stort stycke avslaget. Det saknades redan på ett träsnittet efter Petrus Helgonius teckning från 1600-talets mitt. 
Ristningen är upp- och nedvänd. Då stenen var rest på samma sätt redan på 1600-talet, och då den har ett litet fotstycke, är det sannolikt att den från början har stått på detta sätt. Ristningen kan ha blivit utförd medan stenen låg på marken, och det har först efter att den skulle resas, visat sig att den inte kunde stå rättvänd på den korta foten. Det blev då nödvändigt att resa den med ristningen upp- och nedvänd.
Mansnamnet Ingi har varit mycket sällsynt under vikingatiden, men är under medeltiden vanligt. Märkligt nog är däremot kvinnonamnet Inga ganska vanligt, belagt flera gånger även i södermanländska inskrifter
Namnet þegn förekommer även på Sö 348, som ju enligt "Ransakningarna" (1667—84) ursprungligen har stått vid Lideby. Det är därför sannolikt att det är samme man. Sö 348 är i så fall den äldre av de båda stenarna, då den är rest av þegn, under det att Sö 349 är rest till minne av þegn av hans söner.

## Fler bilder

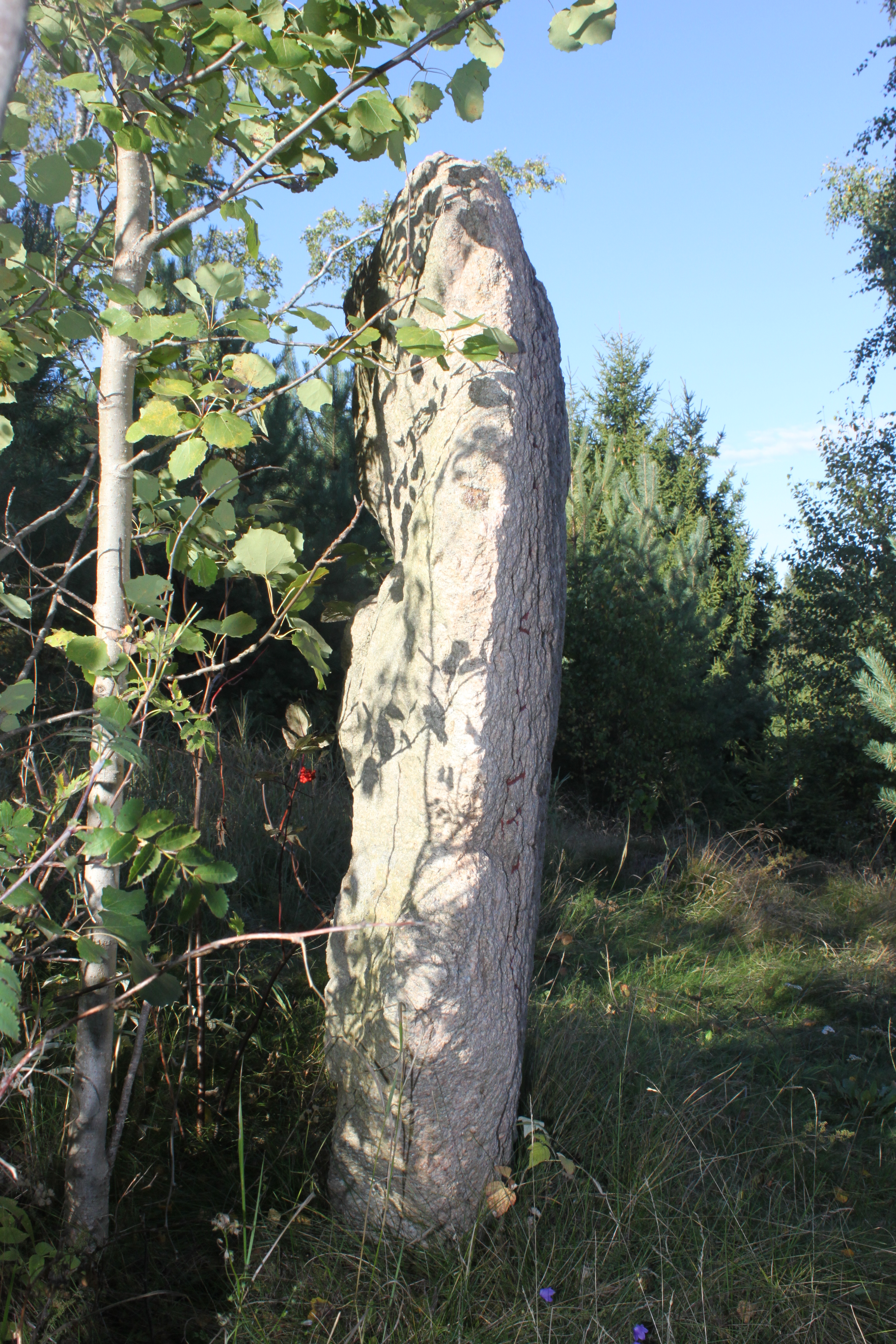
Sidan av Sö 349.
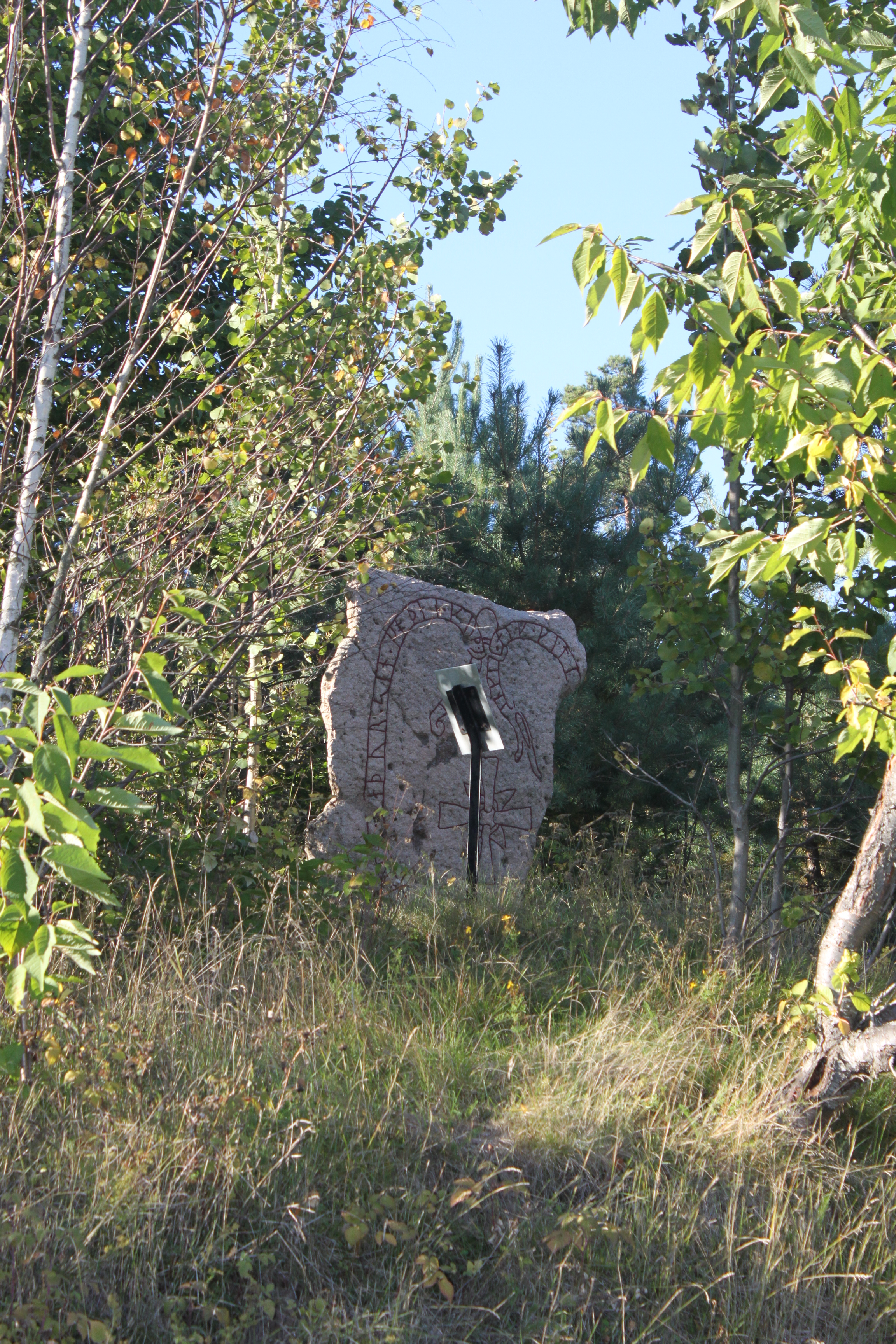
Sö 349 en bit ifrån.
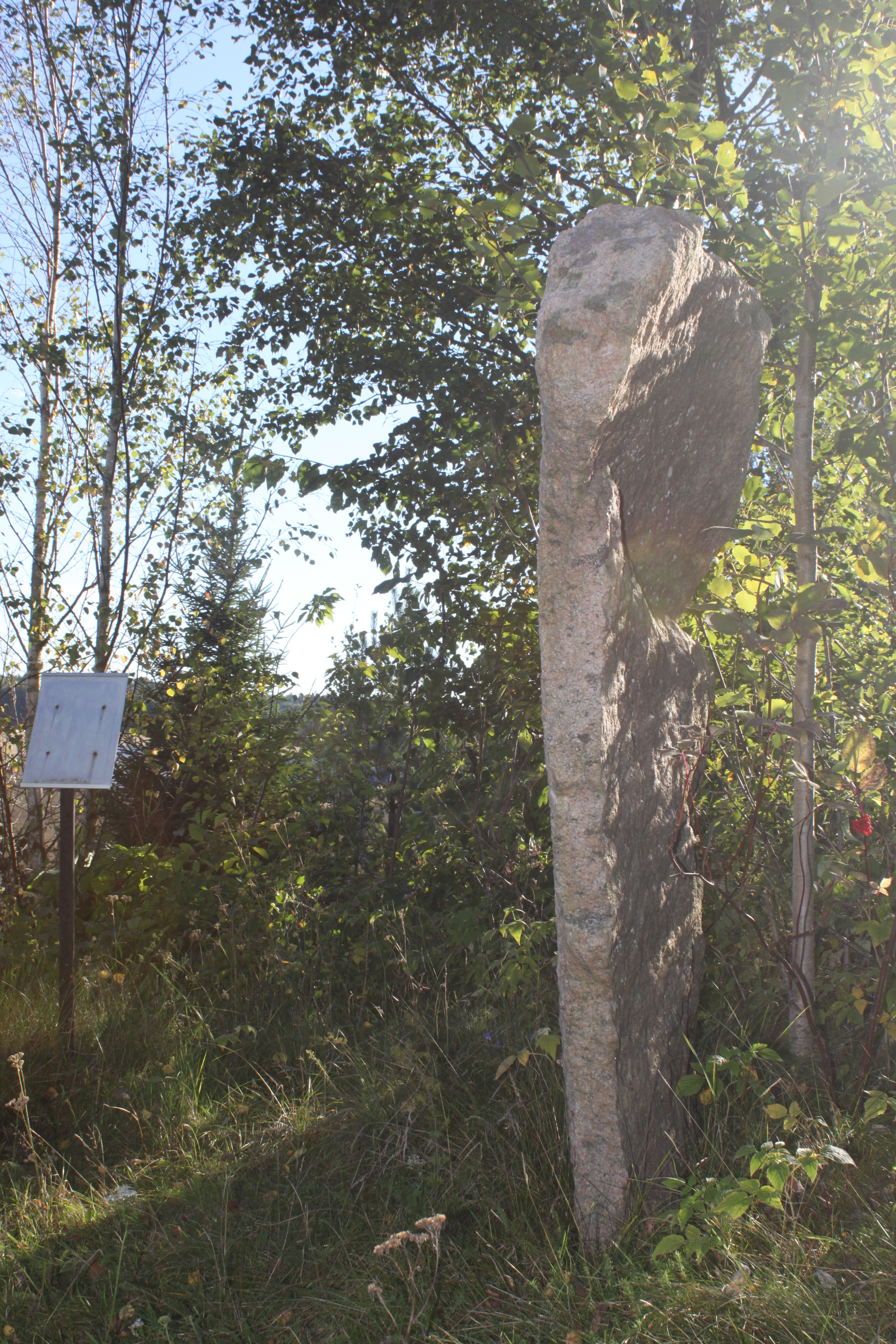
Ena sidan av Sö 349
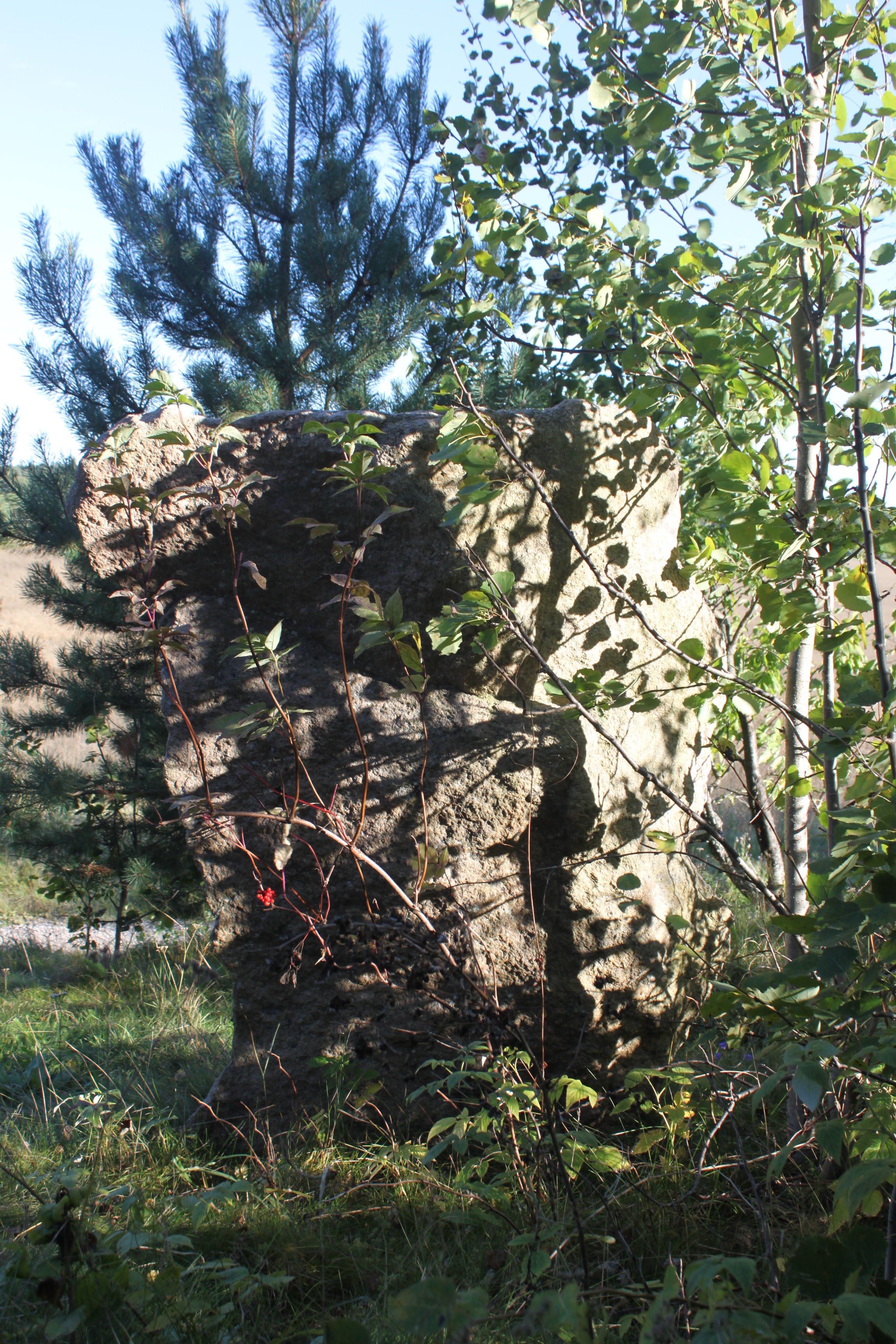
Baksidan av Sö 349.
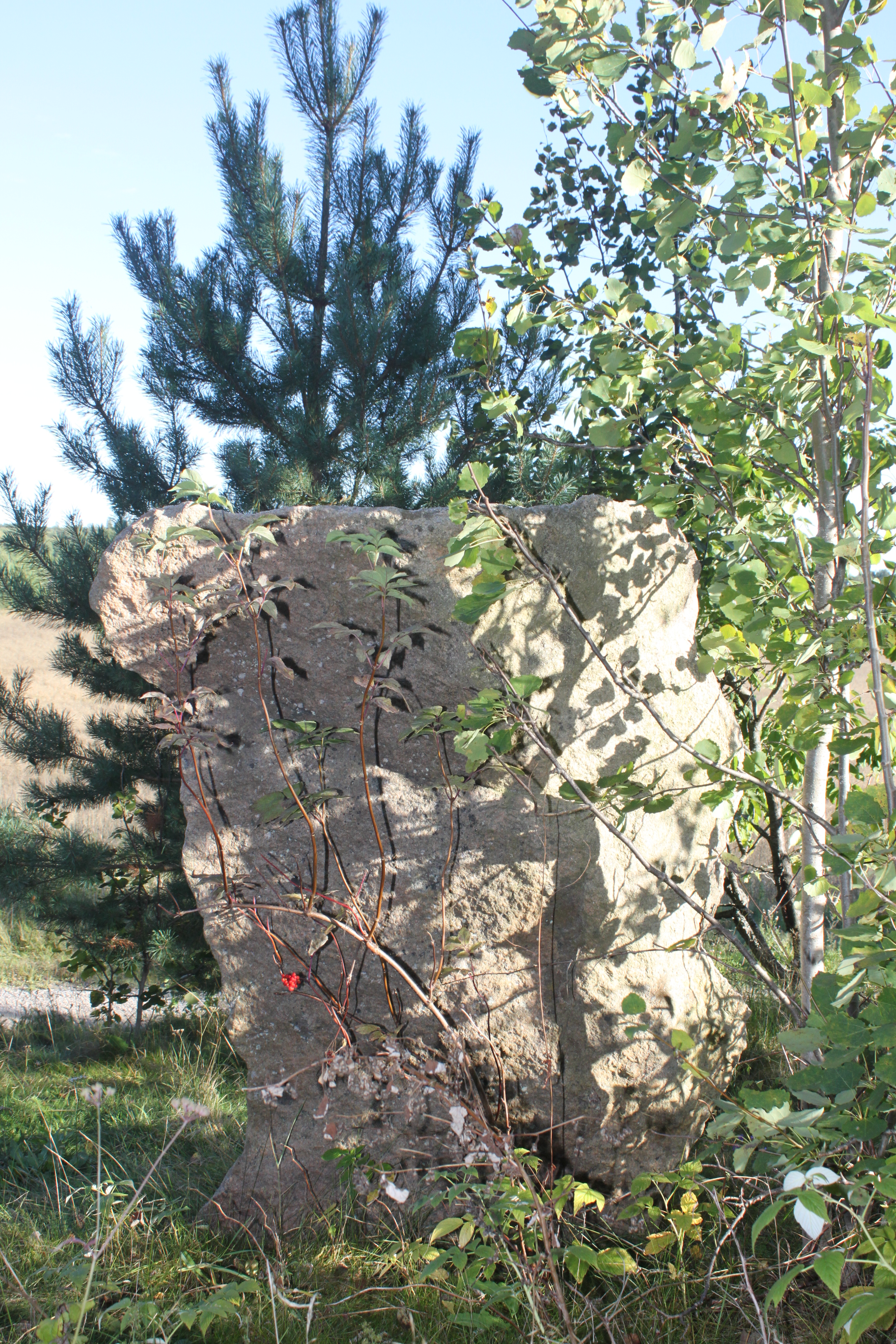
Baksidan av Sö 349.
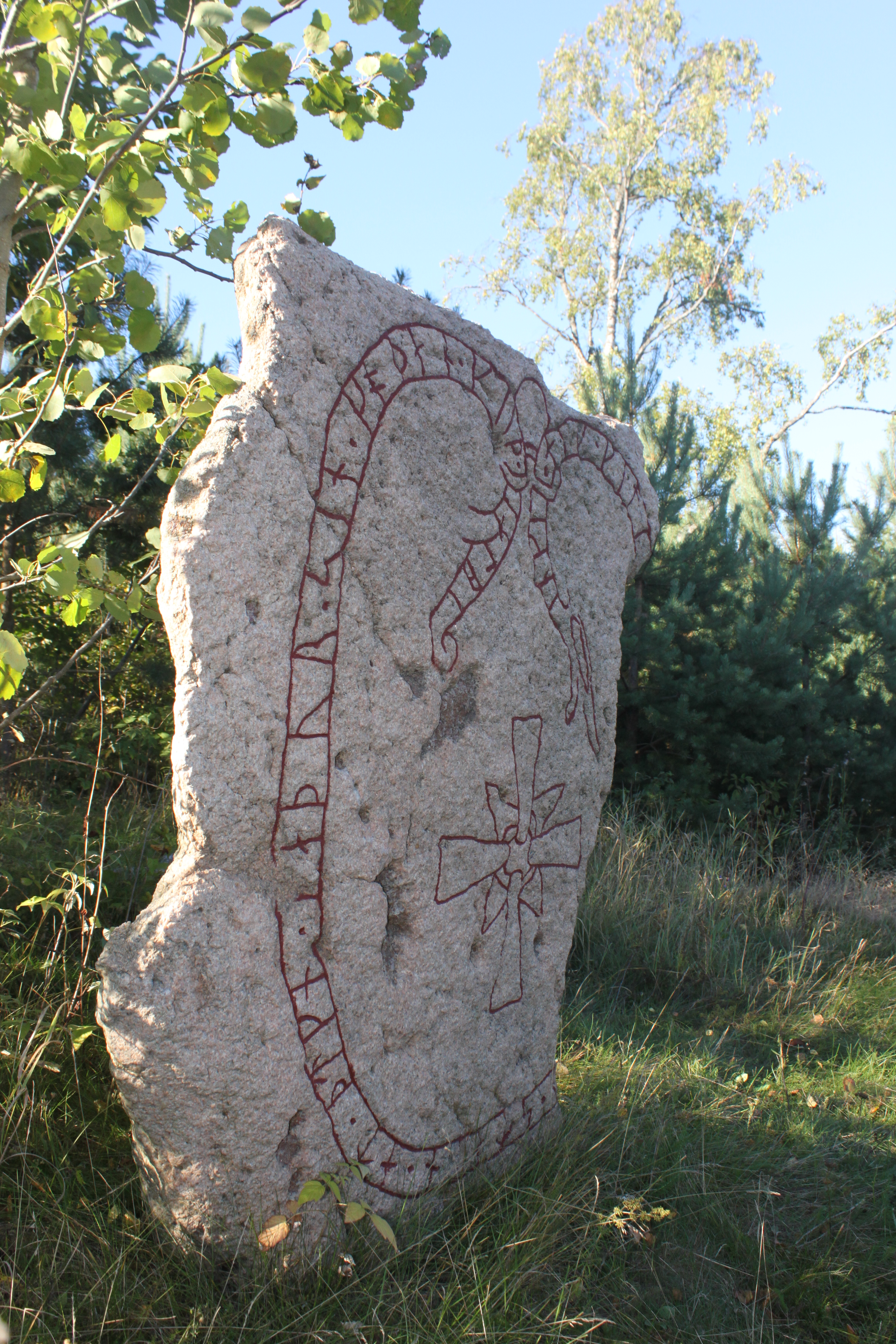
Snett fram ifrån av Sö 349.
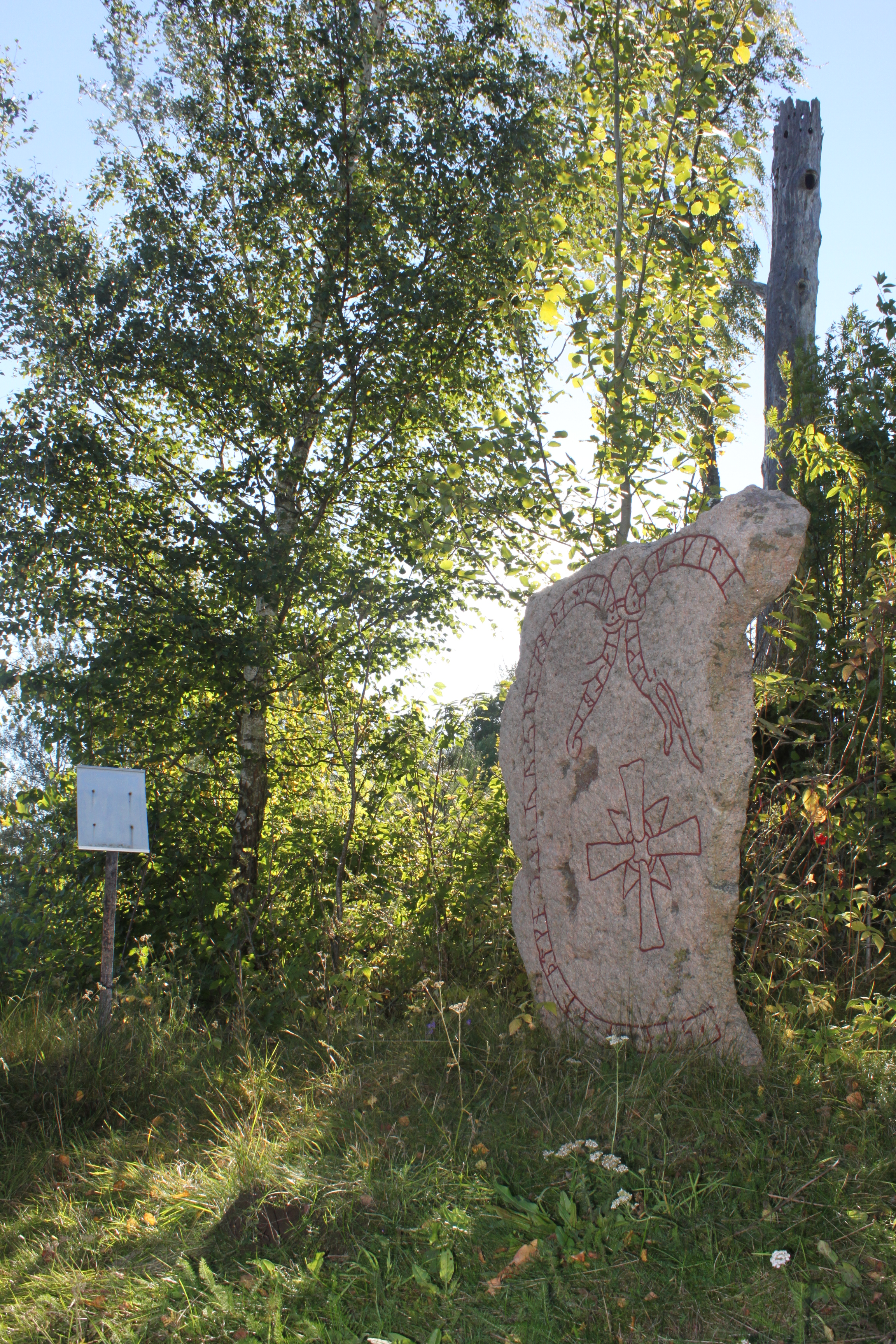
Sö 349 med tom skylt.
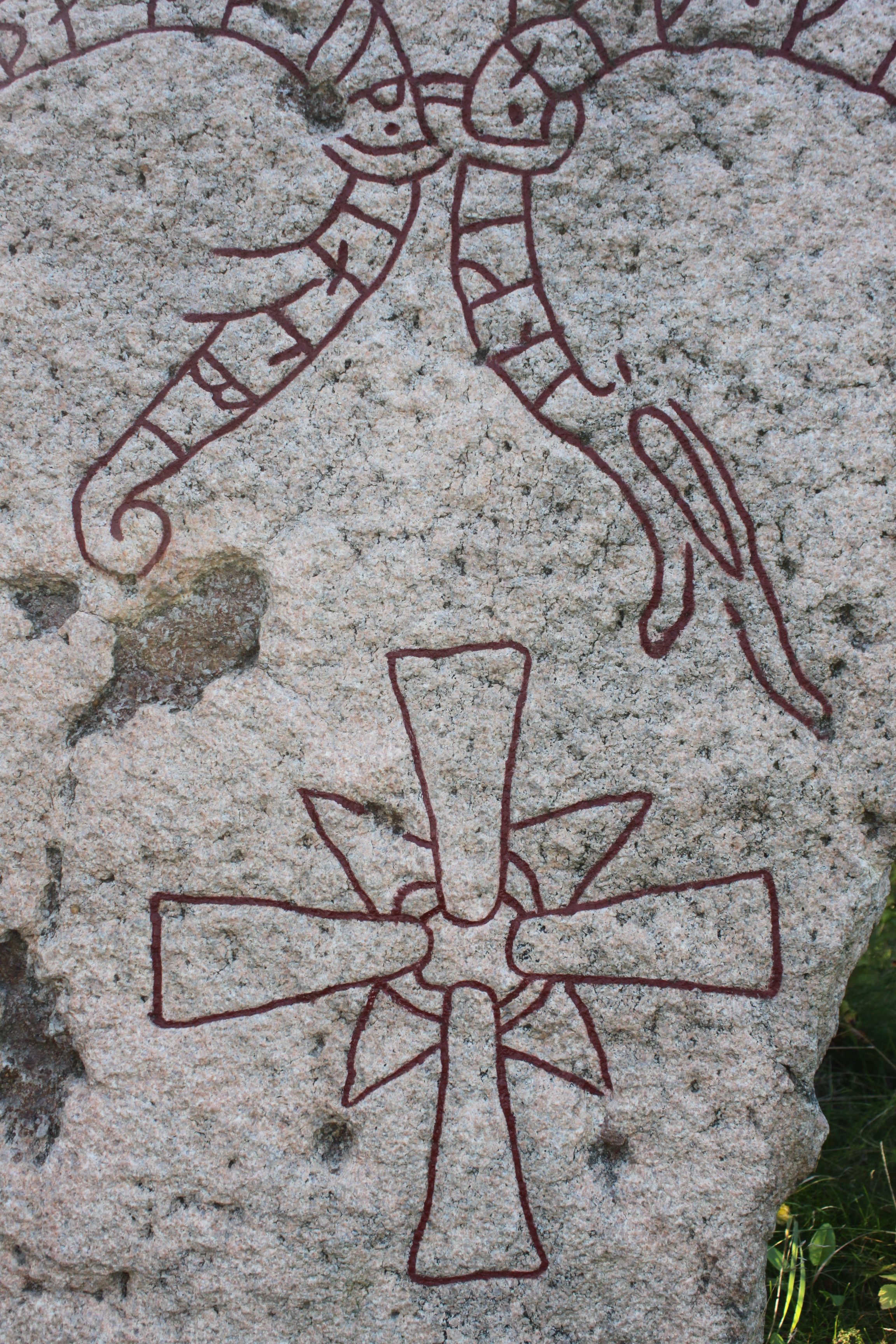
Detalj av Sö 349.